# Tremont (Illinois)
Tremont es una villa ubicada en el condado de Tazewell en el estado estadounidense de Illinois. Según el censo de 2020, tiene una población de 2277 habitantes.

## Geografía
Tremont está ubicada en las coordenadas 40°31′30″N 89°29′20″O / 40.52500, -89.48889 (40.525115, -89.489007).  Según la Oficina del Censo de los Estados Unidos, Tremont tiene una superficie total de 3.07 km², correspondientes en su totalidad a tierra firme.

## Demografía
Según el censo de 2020, hay 2277 personas residiendo en Tremont. La densidad de población es de 741.69 hab./km². El 92.71% de los habitantes son blancos, el 1.32% son afroamericanos, el 0.61% son asiáticos, el 0.31% son amerindios, el 0.09% son isleños del Pacífico, el 0.70% son de otras razas y el 4.26% son de una mezcla de razas. Del total de la población, el 2.55% son hispanos o latinos de cualquier raza.